# Праведник 3: Коначно поглавље
Праведник 3: Коначно поглавље (енгл. The Equalizer 3) амерички је акциони трилер филм из 2023. године у режији Антоана Фјукуе. Сценарио потписује Ричард Венк на основу истоимене серије аутора Мајкла Слоана и Ричарда Линдхајма, док су продуценти филма Тод Блек, Џејсон Блументал, Дензел Вошингтон, Фјукуа, Стив Тиш, Клајтон Таунзенд, Алекс Сискин и Тони Елдриџ. Филмску музику је компоновао Марсело Зарвос. Наставак је филма Праведник 2 из 2018. године и представља трећи и последњи део трилогије Праведник. 
Насловну улогу тумачи Дензел Вошингтон као бивши ЦИА оперативац Роберт Мекол, док су у осталим улогама Дакота Фанинг, Дејвид Денман, Еуђенио Мастрандреа, Ђија Скоделаро и Ремо Ђироне. Филм је премијерно приказан 28. августа 2023. у Риму, док је у америчким биоскопима објављен 1. септембра исте године. Добио је углавном позитивне рецензије критичара.
Филм је широм света зарадио преко 191 милион долара, у односу на буџет од 70 милиона долара.

## Радња
Након што је отишао у пензију као државни убица, Роберт Мекoл (Дензел Вашингтон) покушава да пронађе утеху у проналаску правде за све потлачене. У завршном делу филма, Роберт се налази у јужној Италији где покушава да окрене леђа својој прошлости, али кад схвати да су људи с којима се тамо зближио под јармом локалног мафијаша Мекoл зна шта он мора да учини по сваку цену - спријечити мафију и спасити своје пријатеље.

## Улоге
| Глумац              | Улога              |
| ------------------- | ------------------ |
| Дензел Вошингтон    | Роберт „Боб” Мекол |
| Дакота Фанинг       | Ема Колинс         |
| Дејвид Денман       | Франк Конрој       |
| Еуђенио Мастрандреа | Ђио Бонући         |
| Ђија Скоделаро      | Амина              |
| Ремо Ђироне         | Енцо Аризио        |